# North Channel Bank
Die  North Channel Bank GmbH & Co. KG ist ein deutsches Kreditinstitut mit Sitz in Mainz. Das Unternehmen ist seit Januar 2023 insolvent.
Die Bank wurde 1924 als Privatbank (Oswald Kruber GmbH & Co. KG mit Sitz in Berlin) gegründet. Ab 2010 hat sich die Bank als Nischenanbieter für Geschäftspartner im internationalen Umfeld ausgerichtet.

## Geschichte
Die 1924 in Berlin gegründete Privatbank Oswald Kruber GmbH & Co. KG war langjährig ein Nischenanbieter.
2009 erwarb eine nordamerikanische Investorengruppe mit Erfahrungen im Zweitmarkt für US-Lebensversicherungen das Bankhaus und benannte es um in North Channel Bank.
Damit besaß die Investorengruppe eine deutsche Vollbanklizenz. Seither entwickelte sich die Bank zu einem Institut zur Finanzierung von US-Lebensversicherungen.
Mit der Übernahme der Tochtergesellschaft NorthStar Life Services, LLC in Irvine (Kalifornien) erhielt die Bank ab 2013 Zugriff auf einen Abwickler im US Life Settlement-Markt. Im Rahmen einer Neuausrichtung im Jahr 2020 wurde die NorthStar Life Services, LLC in NorthStar Life Settlements Trading, LLC umbenannt und ist eine 100-prozentige Tochter der Bank. Die umfirmierte NorthStar Life Settlements Trading konzentriert sich auf den Handel von Policen. Der Servicing-Bereich der NorthStar Life Services, auch die Nutzungsrechte des Firmennamens, wurden an den Geschäftsführer John McFarland veräußert.
Die North Channel Bank bietet Finanzierungen und Investitionen in US-Lebensversicherungen an. Im Bereich Structured Finance legt die Bank den Fokus auf Finanzierungen im Sektor Erneuerbare Energien, Investitionsgüterfinanzierungen, Eigenkapitalzwischenfinanzierungen und Akquisitionsfinanzierungen.

### Krise der Bank und Einschreiten der BaFin
Laut Bafin war die North Channel Bank jahrelang in Cum-Ex-Geschäfte in Dänemark und Belgien verwickelt. Dänische und belgische Steuerbehörden forderten 176 Millionen Euro Schadensersatz von der North Channel Bank. Diese Summe zahlte die Mainzer Bank nicht. Daher ließ die BaFin die Bank am 12. Januar 2023 schließen. Die Geschäftsleitung hat parallel eine Insolvenzanzeige mit einer analogen Begründung erstellt und unterstützt ein Planinsolvenzverfahren.
Am 23. Januar 2023 stellte die Bundesanstalt für Finanzdienstleistungsaufsicht (Bafin) den Entschädigungsfall fest. 500 verbliebene Kunden und  einige kommunale Träger werden entschädigt.